# Луча Романов-Старк
Луча Романов-Старк (нар. 28 квітня 1959) — колишня румунська тенісистка.
Найвищу одиночну позицію світового рейтингу — 30 місце досягла 1983 року.
Найвищим досягненням на турнірах Великого шолома був півфінал в змішаному парному розряді.
Завершила кар'єру 1985 року.

## Юніорські фінали турнірів Великого шолома

### Одиночний розряд: 1 final (1 поразка)
| Результат | Рік  | Турнір                           | Покриття | Суперниця    | Рахунок  |
| Поразка   | 1976 | Відкритий чемпіонат США з тенісу | Тверде   | Маріс Крюгер | 3–6, 5–7 |